# Kamil Agałarow
Kamil Agabiekowicz Agałarow (ros. Камиль Агабекович Агаларов, ur. 11 czerwca 1988 w Machaczkale) – rosyjski piłkarz dargijskiego pochodzenia, grający na pozycji prawego obrońcy lub prawego i defensywnego pomocnika w rosyjskim klubie Dinamo Machaczkała.

## Życie prywatne
Jego ojciec pracował jako mechanik samochodowy. Agałarow ma trzech starszych braci, w tym Ruslana, również piłkarza, który grał na pozycji pomocnika, m.in. w Anży Machaczkała. Jest żonaty i ma dziecko. Jego bratanek Gamid również jest piłkarzem.